# 1589
1589 (MDLXXXIX) a fost un an comun al calendarului gregorian, care a început într-o zi de duminică.

## Evenimente
- 13 aprilie: Edictul de la Nantes. Protestanții erau liberi, chiar puteau deține funcții publice, urma cursurile universităților și puteau fi îngrijiți în spitale deopotrivă cu catolicii.
- Este inventată mașina de tricotat de către reverendul William Lee.

## Nașteri
- 28 aprilie: Margareta de Savoia, viceregină a Portugaliei (d. 1655)

## Decese
- 5 ianuarie: Caterina de' Medici regină a Franței (n. 1519)
- 2 august: Henric al III-lea al Franței  (n. 1551)
- 1 august: Jacques Clément  (n. 1567)
- dată necunoscută: Peter Stump  (n. 1525)
- 20 iunie: Guillaume Rouillé dintre cei mai proeminenți tipografi umaniști din Lyon din secolul al XVI-lea (n. 1520)
- 15 noiembrie: Philipp Apian  (n. 1531)